# Justicia angustiflora
Justicia angustiflora är en akantusväxtart som beskrevs av D.N. Gibson. Justicia angustiflora ingår i släktet Justicia och familjen akantusväxter. Inga underarter finns listade i Catalogue of Life.